# アンヘル・コルデロ・ジュニア
アンヘル・コルデロ・ジュニア（Ángel Cordero, Jr., 1942年11月8日 - ）は、プエルトリコ、サントゥルセ生まれの元騎手。サラブレッド競馬史におけるトップジョッキーの一人で、アメリカ競馬殿堂入りした唯一のプエルトリコ人である。

## 来歴

### 幼年期
コルデロの父アンヘル・コルデロSr. は騎手・調教師、叔父も調教師というサラブレッドに囲まれた環境で育った。アンヘルが彼らに倣い若くしてレースを始めたのは自然なことだった。

### アメリカのクラシックレース
コルデロはプエルトリコ人として初めて、アメリカのクラシック三冠競走（ケンタッキーダービー、プリークネスステークス、ベルモントステークス）の全てを勝った騎手で、現時点で唯一の記録である。
1974年、コルデロは31歳の時、同年のケンタッキーダービーをキャノネードに騎乗して優勝した。1976年にはボールドフォーブス、1985年にはスペンドアバックでも同競走を制し、アメリカ競馬史上僅か四人の騎手のみが達成した快挙を成し遂げた。
1976年、コルデロはボールドフォーブズに乗りニューヨーク州エレモントで毎年開催されるベルモントステークスに勝ち、1980年にはゲートダンサー、1984年にコーデックスに騎乗し二度プリークネスステークスを制した。
他の偉業として、コルデロはブリーダーズカップを4度制し、13回サラトガ競馬場のリーディングジョッキーとなった。
1992年、コルデロは競走中の落馬事故によって大怪我を負い、一度騎手生活を休止した。しかし1995年、コルデロは「自分のやり方で引退したい。人々に私が他の方法で去るのを覚えていて欲しくはない」と述べ、家族と友人の願いに反してコルデロはブリーダーズカップにもう一度乗るため再び鞍に跨っている。

### 近年
騎手を引退した後も競馬業界に長く関与し続けており、同郷のプエルトリコ人騎手ジョン・ヴェラスケスのエージェントと、ヴェラスケスが騎乗契約しているトッド・プレッチャー厩舎の攻馬手を勤めている。2005年10月、ハリケーン・カトリーナ被災者募金を募るためフィラデルフィアパーク競馬場のコティリオンハンデキャップ(G2) で十年ぶりにレース復帰し、インディアンヴェールに騎乗して5着に入った。
アンヘル・コルデロJr. は1988年にアメリカ競馬名誉の殿堂博物館、2001年にはナッソー郡スポーツ名誉の殿堂入りを果たしている。

### 家族
妻のマジョリー・クレイトン・コルデロ(Majorie Clayton Cordero)は元騎手・調教師で、ニューヨークのサラブレッド競馬界の著名人であったが、2001年1月に死去している。また、コルデロは5人の子供の父である。

## 通算成績
| 年度   | 1960年 - 1992年 |
| 騎乗数 | 38,646          |
| 勝利数 | 7,057           |
| 勝率   | 18.3%           |

## 主な騎乗馬
（騎乗時の主な勝鞍）
- オープンマインド Open Mind, 1986 （ブリーダーズカップ・ジュヴェナイルフィリーズ、デモワゼルステークス、ケンタッキーオークス、エイコーンステークス、マザーグースステークス、コーチングクラブアメリカンオークス、アラバマステークス）
- サンシャインフォーエヴァー Sunshine Forever, 1985 （マンノウォーステークス、ターフクラシック、バドワイザーインターナショナル - 本邦輸入種牡馬
- メイプルジンスキー Maplejinsky, 1985 （アラバマステークス）
- ブライアンズタイム Brian's Time, 1985 （ジムダンディハンデキャップ、ペガサスハンデキャップ）- 輸入種牡馬
- ガルチ Gulch, 1984 （ホープフルステークス、フューチュリティステークス、ブリーダーズカップ・スプリント）
- マニラ Manila, 1983 （アーリントンミリオンステークス）
- ブロードブラッシュ Broad Brush, 1983 （メドウランズカップステークス、サンタアニタハンデキャップ、サバーバンハンデキャップ）
- スペンドアバック Spend A Buck, 1982 （ケンタッキーダービー）
- チーフズクラウン Chief's Crown, 1982 （トラヴァーズステークス）
- トリプティク Triptych, 1982 （フェニックスチャンピオンステークス3着、凱旋門賞3着）
- ゲートダンサー Gate Dancer, 1981 （プリークネスステークス）
- ライフズマジック Life's Magic, 1981 （ブリーダーズカップ・ディスタフ）
- スルーオゴールド Slew o'Gold, 1980 （ウッドワードステークス（2回）、ジョッキークラブゴールドカップステークス（2回）、ホイットニーハンデキャップ、マールボロカップインビテーショナルハンデキャップ）
- オールアロング All Along, 1979 （ブリーダーズカップ・ターフ2着）
- プレザントコロニー Pleasant Colony, 1978 （ウッドワードステークス）
- ファピアノ Fappiano, 1977 （メトロポリタンハンデキャップ、フォアゴーハンデキャップ）
- シアトルスルー Seattle Slew, 1974 （マールボロカップインビテーショナルハンデキャップ、ウッドワードステークス）
- ボールドフォーブス Bold Forbes, 1973 （ウッドメモリアルステークス、ケンタッキーダービー、ベルモントステークス）
- エクセラー Exceller, 1973 （カナディアンインターナショナルチャンピオンシップステークス）
- リトルカレント Little Current, 1971 （エヴァーグレーズステークス）
- ジムフレンチ Jim French, 1968 （サンタアニタダービー） - 輸入種牡馬
- タイプキャスト Typecast, 1966 （マンノウォーステークス）- 輸入繁殖牝馬

## 大レースの勝鞍
- サバーバンハンデキャップ (1969, 1970, 1974, 1987, 1989)
- デモワゼルステークス (1970, 1981, 1987, 1988)
- サンタアニタダービー (1971)
- マンノウォーステークス (1972, 1976, 1978, 1988)
- ジョッキークラブゴールドカップステークス (1972, 1983, 1984)
- ブルーグラスステークス (1973, 1977)
- コーチングクラブアメリカンオークス (1973, 1989)
- ケンタッキーダービー (1974, 1976, 1985)
- ウッドメモリアルステークス (1974, 1976, 1979, 1982)
- メイトロンステークス (1974, 1980, 1983, 1987, 1989, 1991)
- ホープフルステークス (1974, 1986)
- ベルモントステークス (1976)
- カナディアンインターナショナルチャンピオンシップステークス (1977)
- メドウランズカップステークス (1977, 1978, 1983, 1986)
- マールボロカップインビテーショナルハンデキャップ (1978, 1984)
- ウッドワードステークス (1978, 1981, 1982, 1983, 1984, 1985)
- プリークネスステークス (1980, 1984)
- メトロポリタンハンデキャップ (1981)
- フォアゴーハンデキャップ (1981, 1983, 1985, 1987)
- ケンタッキーオークス (1984, 1989)
- ホイットニーハンデキャップ (1984, 1985)
- デルマーフューチュリティ (1984)
- トラヴァーズステークス (1985)
- ブリーダーズカップ・ディスタフ (1985)
- フューチュリティステークス (1986, 1988)
- サンタアニタハンデキャップ (1987)
- マザーグースステークス (1987, 1989)
- アーリントンミリオンステークス (1987)
- アラバマステークス (1988, 1989, 1991)
- ブリーダーズカップ・ジュヴェナイルフィリーズ (1988)
- ブリーダーズカップ・スプリント (1988, 1989)
- バドワイザーインターナショナル (1988)
- エイコーンステークス (1989, 1990)
- ピムリコスペシャルハンデキャップ (1989)

## レーシングアワード
- アメリカ合衆国リーディングジョッキー（獲得賞金） (1976, 1982, 1983)
- アメリカ合衆国リーディングジョッキー（勝利数） (1982, 1983)
- ジョージ・ウルフ記念騎手賞 (1972)
- エクリプス賞最優秀騎手 (1982, 1983, 1985)
- ビッグスポート・オブ・ターフダム賞 Big Sport of Turfdom Award (1992)
- マイク・ヴェネツィア記念賞 Mike Venezia Memorial Award (1992)

## 顕彰
- アメリカ競馬名誉の殿堂 (1988)
- ナッソー郡スポーツの殿堂 (2001)